# Station Le Chénay-Gagny
Station Le Chénay-Gagny is een spoorwegstation aan de spoorlijn Noisy-le-Sec - Strasbourg-Ville. Het ligt in de Franse gemeente Gagny in het departement Seine-Saint-Denis (Île-de-France).

## Geschiedenis
Het station werd op 5 juli 1849 geopend door de compagnie des chemins de fer de l'Est bij de opening van de sectie Parijs - Meaux. Sinds zijn oprichting is het eigendom van de Société nationale des chemins de fer français (SNCF).
Sinds 12 juli 1999 wordt het station aangedaan door de RER E. In de aanloop daarvan werden de perrons van het station verhoogd van 55 cm naar 92 cm.

## Ligging
Het station ligt op kilometerpunt 16,115 van de spoorlijn Noisy-le-Sec - Strasbourg-Ville.

## Diensten
Het station wordt aangedaan door treinen van de RER E tussen Chelles-Gournay en Haussmann Saint-Lazare.

## Vorig en volgend station
| Richting               | Vorig station | Lijn  | Volgend station | Richting        |
| ---------------------- | ------------- | ----- | --------------- | --------------- |
| Haussmann Saint-lazare | Gagny         | RER E | Chelles-Gournay | Chelles-Gournay |